# Ophiomyces multispinus
Ophiomyces multispinus är en ormstjärneart. Ophiomyces multispinus ingår i släktet Ophiomyces och familjen knotterormstjärnor. Inga underarter finns listade i Catalogue of Life.